# Chief
Se teknisk chef för sjöfartsyrket.
Chief var ett amerikanskt indierockband från Los Angeles. De skrev kontrakt med Domino Records år 2008 och släppte debutalbumet Modern Rituals i augusti 2010. Bandets musikstil har liknats vid de amerikanska musikgrupperna Midlake och Seattle-baserade Fleet Foxes , men även liknelser till bland annat Coldplay och U2 har gjorts . Recensenten Nate Chinen har i tidningen The New York Times även jämfört sångaren Evan Kogas röst med en yngre version av Tom Petty . 

## Historia
Medlemmarna i gruppen växte upp i Los Angeles, Kalifornien. Men det var först när medlemmarna började studera på New York University som de började spela musik ihop. Evan Koga gjorde några låtar under namnet "Chief", som även blev namnet på deras band.
I början av 2009 flyttade medlemmarna tillbaka till Los Angeles där de började arbeta med sitt första album. Under 2009 blev de även signade till Domino Records.
Debutalbumet Modern Rituals släpptes i augusti 2010.

## Uppbrott och återförening
Under försommaren år 2011, annonserade bandet att de skulle bryta upp. De gjorde sedermera sitt avskedsframträdande på The Troubador, LA, kort därefter, den 14 juni. Uppbrottet skedde på grund av musikaliska såväl som personliga, ohållbara skillnader. 
Året därpå skrev sångaren Evan Koga, på sin Twitter, att Chief planerade att återförenas. Denna återförening skedde i juli i anslutning till en återkomst på Three of Clubs i Los Angeles.

## Diskografi

### Studioalbum
- 2010 – Modern Rituals

### EP
- 2009 – The Castle Is Gone
- 2010 – Night & Day